# سبيليت

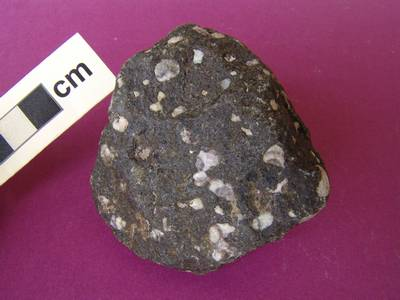
السبيليت

السبيليت (بالإنجليزية: Spilite)، هو صخر بازلتي يحتوي على معادن ذات طبيعة تحولية ذاتية مثل الكلوريت والكالسيت والإيبيدوت والأكتينوليت والعقيق الأبيض.